# Angela Yu Chien
Angela Yu Chien est une actrice chinoise ayant fait carrière à Hong Kong du début des années 1960 aux années 1980, notamment au sein du studio Shaw Brothers.
Elle nait à Pékin ou Tianjin en 25 mai 1942 ; ses parents s'installent à Taïwan vers 1947. Elle part ensuite pour Hong Kong et entre à la Shaw Brothers : ses premiers films sortent en 1963.
Elle obtient en 1967 le prix du meilleur second rôle au Golden Horse Film Festival and Awards pour The Blue and the Black (1966).
À partir de la fin des années 60 elle est cependant cantonnée dans des rôles de personnages sexy souvent négatifs (séductrice, rivale de l'héroïne, épouse infidèle, etc.), apparaissant régulièrement plus ou moins nue.
Elle tourne son dernier film avec la Shaw en 1976 et ne reprend sa carrière qu'en 1984 (hormis une apparition en 1981 dans Bruce vs. Bill).
Elle meurt le 10 avril 2000 d'un cancer.

## Filmographie partielle
- 1964 : Between Tears and Smiles (en)
- 1964 : Du grisbi pour Hong Kong[2]
- 1964 : The Story of Sue San
- 1964 : The Dancing Millionairess
- 1966 : The Blue and the Black 1 et 2
- 1967 : The Cave of the Silken Web (en)
- 1968 : Death Valley
- 1969 : Dead End
- 1969 : Torrent of Desire
- 1970 : The Winged Tiger (en)
- 1976 : The Sexy Killer
- 1984 : Hong Kong 1941
- 1986 : Where's Officer Tuba?
- 1987 : Tragic Hero